# Сіммс (Оклахома)
Сіммс (англ. Simms) — переписна місцевість (CDP) в США, в окрузі Маскогі штату Оклахома. Населення — 261 особа (2020).

## Географія
Сіммс розташований за координатами 35°23′55″ пн. ш. 95°9′53″ зх. д. / 35.39861° пн. ш. 95.16472° зх. д. (35.398710, -95.164706).  За даними Бюро перепису населення США в 2010 році переписна місцевість мала площу 36,51 км², уся площа — суходіл.

## Демографія
Згідно з переписом 2010 року, у переписній місцевості мешкало 325 осіб у 121 домогосподарстві у складі 86 родин. Густота населення становила 9 осіб/км².  Було 140 помешкань (4/км²).
Расовий склад населення:
| - 64,6 % — білих - 24,0 % — корінних американців - 0,6 % — чорних або афроамериканців |

До двох чи більше рас належало 10,8 %. Частка іспаномовних становила 1,2 % від усіх жителів.
За віковим діапазоном населення розподілялося таким чином: 28,3 % — особи молодші 18 років, 59,4 % — особи у віці 18—64 років, 12,3 % — особи у віці 65 років та старші. Медіана віку мешканця становила 32,9 року. На 100 осіб жіночої статі у переписній місцевості припадало 104,4 чоловіків;  на 100 жінок у віці від 18 років та старших — 104,4 чоловіків також старших 18 років.
Середній дохід на одне домашнє господарство  становив 59 132 долари США (медіана — 51 250), а середній дохід на одну сім'ю — 61 618 доларів (медіана — 60 125). За межею бідності перебувало 12,2 % осіб, у тому числі 29,4 % дітей у віці до 18 років та 13,3 % осіб у віці 65 років та старших.
Цивільне працевлаштоване населення становило 110 осіб. Основні галузі зайнятості: освіта, охорона здоров'я та соціальна допомога — 41,8 %, виробництво — 11,8 %, роздрібна торгівля — 10,9 %, науковці, спеціалісти, менеджери — 10,9 %.